# Thủ Dầu Một (định hướng)
Thủ Dầu Một có thể là:

## Địa danh
- Phường Thủ Dầu Một thuộc Thành phố Hồ Chí Minh
- Thành phố Thủ Dầu Một thuộc tỉnh Bình Dương (cũ)
- Tỉnh Thủ Dầu Một, tỉnh cũ ở miền Đông Nam Bộ, Việt Nam